# Lynch, Nebraska
Lynch är en ort i Boyd County i delstaten Nebraska, USA.